# Dmitry Dmitrievich Shostakovich
Dmitri Dmitrievich Shostakovich (tiếng Nga: Дми́трий Дми́триевич Шостако́вич, chuyển tự: Dmitriy Dmitrievich Shostakovich, tiếng Nga: [ˈdmʲitrʲɪj ˈdmʲitrʲɪjɪvʲɪtɕ ʂəstɐˈkovʲɪtɕ] ⓘ; 25 tháng 9 [lịch cũ 12 tháng 9] năm 1906 –  9 tháng 8 năm 1975; phiên âm: Sô-xta-cô-vích) là một nhà soạn nhạc và nghệ sĩ dương cầm người Nga thời Liên Xô. Ông được coi là một trong những nhà soạn nhạc nổi tiếng nhất của thế kỷ 20, sở hữu ngôn ngữ hòa âm độc đáo và một tầm quan trọng lịch sử nhờ mối quan hệ của ông với chế độ Stalin.
Shostakovich thành danh tại Liên Xô dưới sự bảo trợ của Leon Trotsky, nguyên soái Mikhail Tukhachevsky, nhưng lại có một mối quan hệ phức tạp và khó khăn với bộ máy chính trị thời Stalin sau đó. Tuy nhiên, ông cũng nhận được nhiều vinh dự và giải thưởng đến từ Liên bang và được phục vụ trong Xô viết Tối cao Nga và Xô viết Tối cao Liên Xô. Bất chấp những tranh cãi chính thức, tác phẩm của ông vẫn được phổ biến và đón nhận.
Là một nhà soạn nhạc đa phong cách, Shostakovich phát triển một phong cách giọng điệu lai trộn, kết hợp nhiều kỹ thuật âm nhạc khác nhau vào trong các tác phẩm của mình. Âm nhạc của ông được đặc trưng bởi sự tương phản sắc nét, các vài yếu tố dị thường và điệu thức không đồng nhất. Nhà soạn nhạc cũng chịu ảnh hưởng nặng nề từ phong cách Tân Cổ điển đi tiên phong bởi Igor Stravinsky, và (đặc biệt là trong các bản giao hưởng của ông) Hậu Lãng mạn của Gustav Mahler.
Các tác phẩm viết cho dàn nhạc của Shostakovich gồm có 15 bản giao hưởng và sáu bản concerto. Các tác phẩm giao hưởng của ông thường là phức tạp và đòi hỏi phải có dàn nhạc đồ sộ. Tác phẩm viết cho nhạc thính phòng bao gồm 15 tứ tấu đàn dây (string quartet), một ngũ tấu piano (piano quintet), hai tiểu phẩm bát tấu dàn dây (string octet), và hai bản Tam tấu piano. Đối với đàn piano, ông sáng tác được hai bản sonata độc tấu, một vài bộ prelude vào giai đoạn sớm, và một bộ "24 Preludes and Fuges" vào giai đoạn sau. Các tác phẩm khác của ông bao gồm ba vở opera, một số vở ballet, một vài chùm bài hát (song cycles) và không thể không nhắc đến, một khối lượng nhạc phim tuơng đối đồ sộ. Trong số các nhạc phim, nổi tiếng nhất phải nói đến The Second Waltz, Op. 99, nhạc của bộ phim "Phi đội tiên phong" (The First Echelon) và bộ nhạc phim cho phim "Ruồi trâu" (The Gadfly).

## Tiểu sử

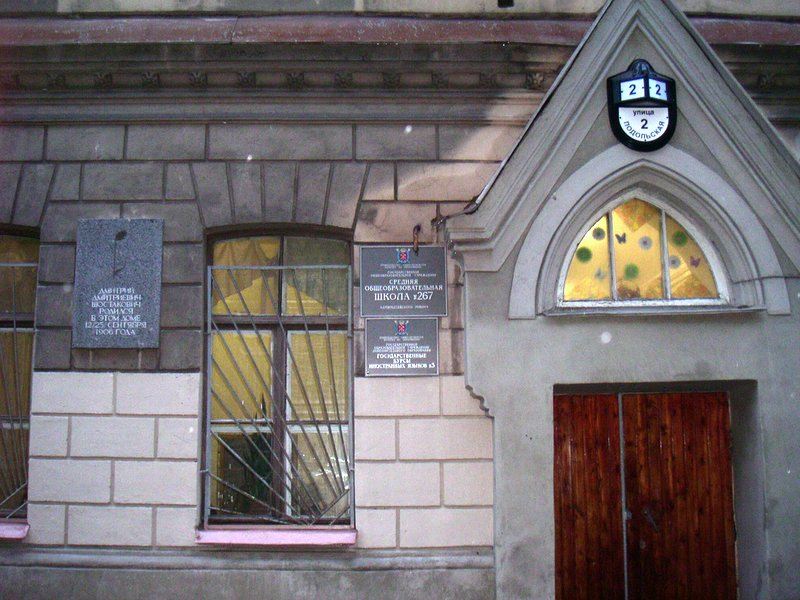
Nơi sinh của Shostakovich (nay nằm ở School số 267), bảng Tưởng niệm nằm bên trái

### Những năm đầu đời
Sinh tại số 2 đường Podolskaya tại Saint Petersburg, Nga, Shostakovich là con thứ hai trong ba đứa con của Dmitri Boleslavovich Shostakovich và Sofia Vasilievna Kokoulina. Ông nội của Shostakovich (tên thật là Bolesław Szostakowicz) là người Ba Lan gốc Công giáo La Mã (nguồn gốc gia đình của ông là tại khu vực Vileyka ở Belarus), nhưng tổ tiên của ông lại đến từ Siberia. Ông nội của ông, Boleslaw Szostakowicz, một nhà cách mạng Ba Lan trong cuộc nổi dậy tháng giêng năm 1863-1864, đến từ thủ đô Vilnius của Litva đã bị đày đến Narim (gần Tomsk) năm 1866 trong các cuộc đàn áp diễn ra sau vụ Dmitri Karakozov ám sát không thành Sa hoàng Alexander II. Khi hết kì hạn lưu vong, Boleslaw Szostakowicz quyết định ở lại ngay tại Siberia. Sau này, ông đã trở thành một chủ ngân hàng giàu có tại Irkutsk và tạo nên một gia đình lớn. Con trai ông, Dmitri Boleslavovich Shostakovich, chính là cha nhà soạn nhạc, ra đời trong những năm sống lưu vong ở Narim - 1875, được học toán và vật lý tại Đại học Saint Petersburg, tốt nghiệp năm 1899. Sau khi tốt nghiệp, Dmitriy Boleslavovich đã trở thành một kỹ sư cấp dưới của Dmitri Mendeleev tại Cục đo lường ở Saint Petersburg. Năm 1903, ông kết hôn Sofia Vasilievna Kokoulina, một người gốc Siberia khác tới thủ đô  Sofia là một trong sáu đứa con của Vasiliy Yakovlevich Kokoulin, là một người Siberia Nga bản địa.
Dmitri Dmitrievich Shostakovich, đã cho thấy tài năng âm nhạc đáng chú ý sau khi ông bắt đầu học piano với mẹ vào năm lên chín. Rất nhiều lần, ông đã thể hiện được khả năng đặc biệt khi có thể ghi nhớ những gì mẹ mình đã từng chơi trong bài học trước; có một lần, ông bị "bắt quả tang" khi đang chơi bản nhạc hôm trước mà lại giả vờ như đang thị tấu bản nhạc trước mặt. Năm 1918, ông viết một khúc tang lễ để tưởng niệm hai nhà lãnh đạo đảng Kadet, bị thủy thủ Bolshevik sát hại.
Năm 1919, khi mới 13 tuổi, ông được nhận vào Nhạc viện Petrograd, ông được nhà soạn nhạc Alexander Glazunov dìu dắt và động viên. Shostakovich được học piano của thầy Leonid Nikolayev và trước đó là một năm học trong lớp Elena Rozanova, học sáng tác từ thầy Maximilian Steinberg, và học đối âm và fugue (tẩu pháp) của thầy Nikolay Sokolov, người mà sau này trở thành bạn của ông. Shostakovich cũng tham gia vào các lớp học lịch sử âm nhạc của thầy Alexander Ossovsky. Steinberg đã cố gắng hướng dẫn cho Shostakovich sáng tác theo đường lối của các nhà soạn nhạc vĩ đại người Nga, nhưng chỉ nhận về sự thất vọng khi thấy ông chỉ hoài phí tài năng của mình khi lại đi bắt chước Igor Stravinsky và Sergei Prokofiev. Một cản trở nữa cho Shostakovich là ông không có nhiều nhiệt tình với chính trị: ông bị đánh trượt trong kỳ thi phương pháp luận Marx vào năm 1926. Thành tựu âm nhạc đầu tiên của ông là Bản giao hưởng số Một (công diễn năm 1926), được viết như là bài tốt nghiệp của ông ở tuổi mười chín.

### Khởi đầu sự nghiệp

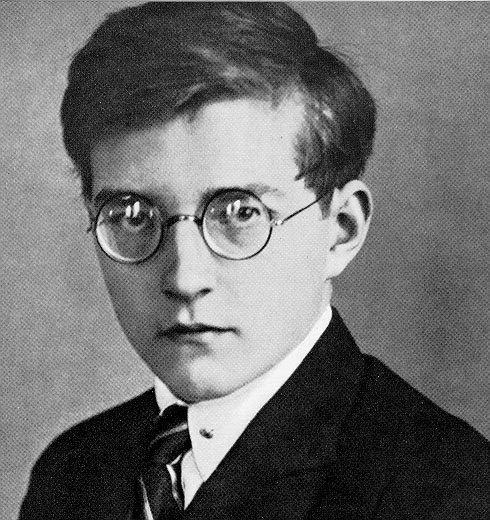
Shostakovich năm 1925 (19 tuổi).

Sau khi tốt nghiệp, Shostakovich ban đầu bắt tay vào một sự nghiệp kép với tư cách là cả nghệ sĩ piano và cả nhà soạn nhạc nhưng phong cách chơi "khô" của ông thường không được đánh giá cao (người viết tiểu sử cho ông, Laurel Fay, người Mỹ đã bình luận là "gò bó cảm xúc" và "thắt chặt dòng nhịp điệu"). Dù vậy, ông vẫn giành được một giải "đề cử danh dự" tại Cuộc thi Piano quốc tế Chopin lần Đầu tiên tại Warsaw vào năm 1927. Ông giải thích kết quả đáng thất vọng của cuộc thi là do bị viêm ruột thừa và toàn bộ ban giám khảo là người Ba Lan. Ông sau đó đã phẫu thuật cắt ruột thừa của mình vào tháng Tư cùng năm. Sau cuộc thi, Shostakovich đã gặp nhạc trưởng Bruno Walter, người ấn tượng với Bản giao hưởng số Một của Shostakovicj đến nỗi ông đã chỉ huy dàn nhạc công diễn bản tác phẩm này tại Berlin cuối năm đó. Leopold Stokowski cũng ấn tượng với tác phẩm này và đã cho công diễn tác phẩm ra mắt ở Mỹ và thu âm tác phẩm lần đầu tiên tại Philadelphia một năm sau.
Sau đó, Shostakovich tập trung vào sáng tác và sớm giới hạn việc trình diễn của mình trước tiên cho những tác phẩm tự sáng tác. Năm 1927, ông viết Bản giao hưởng số Hai (với tiêu đề "Sang tháng Mười"), một tác phẩm có tính chất ái quốc với một đoạn kết sử dụng hợp xướng theo hướng ca ngợi Liên Xô. Do tính chất thể nghiệm cao của nhạc phẩm, điều cũng xuất hiện với Bản giao hưởng số Ba tiếp theo, hai bản giao hưởng này không được đánh giá cao như bản giao hưởng đầu tiên.
Trong khi viết Bản giao hưởng số Hai, Shostakovich cũng bắt đầu viết vở opera châm biếm "Cái mũi" (en. The Nose), dựa trên cốt truyện của Nikolai Gogol. Tháng 6 năm 1929, trái với mong muốn của nhà soạn nhạc, vở nhạc kịch được biểu diễn; nó nhận được chỉ trích dữ dội bởi Hiệp hội các Nhạc sĩ vô sản Nga (RAPM). Buổi công diễn ra mắt vào ngày 18 tháng 1 năm 1930 đã nhận được những nhận xét nhìn chung là tiêu cực, các nghệ sĩ thấy vở diễn nghèo nàn và khó hiểu.
Năm 1927 cũng đánh dấu sự bắt đầu mối quan hệ của Shostakovich với Ivan Sollertinsky, người vẫn là bạn thân của ông cho đến khi mất vào năm 1944. Sollertinsky giới thiệu Shostakovich đến âm nhạc của Gustav Mahler. Từ đó, âm nhạc của Gustav Mahler có ảnh hưởng mạnh mẽ đến âm nhạc của ông, từ Bản Giao hưởng số Bốn trở về sau.
Vào cuối những năm 1920 và đầu những năm 1930, Shostakovich làm việc tại TRAM, một rạp hát cho thanh thiếu niên giai cấp vô sản. Mặc dù ông làm việc không nhiều ở nơi này, nhưng TRAM đã bảo vệ ông khỏi sự tấn công của ý thức hệ. Phần lớn thời gian này đã dành để viết vở opera Quý bà Macbeth của quận Mtsensk (en. Lady Macbeth of the Mtsensk), lần đầu tiên được trình diễn vào năm 1934. Ngay lập tức nó đã thành công vang dội, được công nhận bởi cả công chúng và các quan chức. Nó được miêu tả là "kết quả của sự thành công trong công cuộc của xây dựng xã hội chủ nghĩa, đường lối chính sách đúng đắn của Đảng", và là một vở opera "chỉ có thể được viết bởi một nhà soạn nhạc Liên Xô mang lại truyền thống tốt nhất cho nền văn hoá Xô viết".
Shostakovich kết hôn với người vợ đầu tiên của mình, Nina Varzar, vào năm 1932. Những khó khăn nảy sinh làm họ ly dị năm 1935, nhưng cặp đôi sớm tái hôn khi Nina mang thai đứa con đầu lòng.

### Chỉ trích đầu tiên

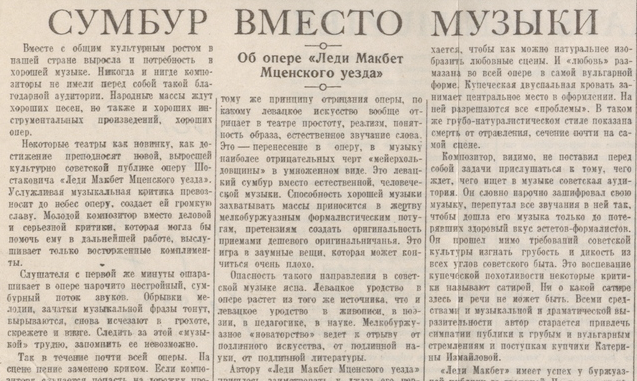
Bài báo định mệnh trên tờ Pravda, "Muddle instead of music" năm 1936

Shostakovich rơi khỏi bục ủng hộ của công chúng vào năm 1936. Năm đó bắt đầu bằng một loạt các vụ tấn công, phê bình ông trên tờ Pravda, đặc biệt là bài báo mang tựa đề, "Một mớ hổ lốn thay vì Âm nhạc" (en. Muddle instead of Music). Shostakovich đang đi lưu diễn tại Arkhangelsk khi nghe tin bài báo Pravda đầu tiên. Hai ngày trước khi bài báo được xuất bản vào tối ngày 28 tháng Giêng, một người bạn đã khuyên Shostakovich đến dự buổi biểu diễn vở "Quý bà Macbeth" của ông tại Nhà hát Bolshoi. Khi ông xuất hiện, Shotakovich thấy Joseph Stalin và Bộ chính trị đã ở đó. Trong những lá thư viết cho bạn của ông, Ivan Sollertinsky, Shostakovich đã thuật lại sự kinh hoàng khi ông thấy Stalin rùng mình mỗi khi bộ đồng và bộ gõ chơi quá lớn. Cũng đáng kinh ngạc không kém là cách mà Stalin và những người bạn đi cùng của ông cười phá lên giữa cảnh làm tình giữa Sergei và Katerina. Các nhân chứng kể lại rằng Shostakovich "mặt cắt không còn một giọt máu" khi ông ra sân khấu cúi đầu chào sau Màn thứ ba.
Bài báo đã lên án Lady Macbeth là câu nệ hình thức (chủ nghĩa hình thức), "thô tục, nguyên thủy và khiếm nhã". Do đó, tiền hoa hồng bắt đầu giảm, và thu nhập của ông đã sụt khoảng ba phần tư. Ngay cả những nhà phê bình âm nhạc Liên Xô trước đó từng ca ngợi vở nhạc kịch cũng bị buộc phải nhận xét lại, nói rằng họ "đã không phát hiện được những thiếu sót của Quý bà Macbeth như đã được chỉ ra bởi Pravda". Không lâu sau bài báo ghê gớm "Muddle instead of Music", Pravda xuất bản một bài báo khác, "Sai lầm của ballet" (en. Ballet Falsehood), đã chỉ trích bộ ballet "Dòng nước trong" (en. The Stream Limpid) của Shostakovich. Shostakovich đã không đoán trước bài báo thứ hai này bởi vì công chúng và báo chí đã chấp nhận thứ âm nhạc này là "dân chủ" - có nghĩa là dễ nghe và dễ tiếp cận. Tuy nhiên, Pravda chỉ trích The Stream Limpid mô tả không chính xác đời sống nông dân trên hợp tác xã.
Năm 1936 đánh dấu sự khởi đầu của Đại Thanh trừng, trong đó nhiều bạn bè và người thân của nhà soạn nhạc bị bắt giam hoặc bị giết. Những người này bao gồm người bảo trợ: Nguyên soái Tukhachevsky (bị bắn vài tháng sau khi bị bắt); Anh rể Vsevolod Frederiks (một nhà vật lí nổi tiếng, cuối cùng được thả ra nhưng đã chết trước khi về nhà); Người bạn thân Nikolai Zhilyayev (nhà nghiên cứu âm nhạc từng dạy Tukhachevsky, bị bắn ngay sau khi bị bắt); Mẹ vợ, nhà thiên văn học Sofiya Mikhaylovna Varzar (bị đưa đến một trại giam ở Karaganda); Bạn của ông, nhà văn Galina Serebryakova (cầm tù 20 năm trong các trại giam); Chú của ông Maxim Kostrykin (mất); Và các đồng nghiệp: Boris Kornilov và Adrian Piotrovsky (bị tử hình). Sự an ủi duy nhất của ông trong giai đoạn này là sự ra đời của con gái Galina năm 1936; Con trai ông Maxim sinh ra hai năm sau đó.

#### Thu hồiBản giao hưởng số Bốn
Bài báo chỉ trích được xuất bản trên tờ Pravda lại trùng với một số yếu tố có trong Bản giao hưởng số Bốn của Shostakovich. Tác phẩm này đánh dấu sự thay đổi lớn trong phong cách của nhà soạn nhạc, mang ảnh hưởng đáng kể của Gustav Mahler cùng một số yếu tố phương Tây. Bản giao hưởng mang đến cho Shostakovich một số khó khăn khi ông soạn nhạc, đặc biệt khi ông đang cố gắng cải biến phong cách của mình thành một trường phái mới. Nhà soạn nhạc từng rất thành công cho đến khi các bài báo định mệnh xuất hiện. Mặc dù vậy, Shostakovich tiếp tục sáng tác bản giao hưởng và lên kế hoạch ra mắt vào cuối năm 1936. Các buổi diễn tập bắt đầu vào tháng 12 năm đó, nhưng sau nhiều buổi diễn tập, Shostakovich (vì những lý do vẫn còn tranh cãi) đã quyết định thu hồi bản giao hưởng từ công chúng. Một số bạn bè và đồng nghiệp của ông, như Isaak Glikman, đã gợi ý rằng: trên thực tế là có lệnh cấm chính thức mà Shostakovich đã giả vờ như là một cuộc rút lui tự nguyện đầy thuyết phục. Dù thế nào, có vẻ như hành động này đã cứu sống ông: trong thời gian này Shostakovich lo sợ cho bản thân và gia đình mình. Tuy nhiên, Shostakovich đã không từ bỏ tác phẩm; ông giữ lại tên của nó là Bản giao hưởng số Bốn. Tác phẩm cuối cùng đã được công diễn vào năm 1961, sau khi Stalin đã qua đời.
Trong những năm 1936 và 1937, Shostakovich sáng tác chủ yếu là nhạc phim, một thể loại được Stalin ưa chuộng và không có dấu ấn cá nhân - thứ có thể rất nguy hiểm trong thời điểm này.

#### Bản giao hưởng số Nămvà sự ủng hộ trở lại
Phản ứng của ông đối với chỉ trích của tờ Pravda là "Bản Giao hưởng số V" (Fifth Symphony) năm 1937, có phong cách âm nhạc thận trọng hơn các tác phẩm trước của ông. Lần đầu công diễn vào ngày 21 tháng 11 năm 1937 tại Leningrad, đó là một thành công phi thường. Fifth Symphony đã khiến nhiều người phải rơi nước mắt và cảm xúc dâng trào. Sau đó, trong hồi ký, "Chứng ngôn" (Testimony), Shostakovich nói rằng: 
"Tôi sẽ chưa bao giờ tin rằng một không người hiểu biết gì có thể cảm nhận được Fifth Symphony. Tất nhiên họ hiểu, họ hiểu những gì đang xảy ra xung quanh họ và họ hiểu những gì Fifth Symphony viết về." 
Sự thành công đưa cuộc sống Shostakovich trở lại tốt đẹp. Các nhà phê bình âm nhạc và các nhà chức trách, kể cả những người trước đó đã cáo buộc Shostakovich về chủ nghĩa hình thức, tuyên bố rằng ông đã học được từ những sai lầm của mình và đã trở thành một nghệ sĩ Liên Xô thực sự. Trong một bài báo đăng dưới tên của Shostakovich, Fifth Symphony được miêu tả là "phản ứng sáng tạo của một nhạc sĩ Xô-viết trước chỉ trích". Nhà soạn nhạc Dmitry Kabalevsky, người đã từng không quan tâm đến Shostakovich từ khi bài báo Pravda được xuất bản, khen ngợi Fifth Symphony và chúc mừng Shostakovich vì "không bị lạc vào những cám dỗ hấp dẫn của những con đường "sai lầm" trước đây của mình ".
Cũng vào thời gian này, Shostakovich đã sáng tác cho Bộ Tứ tấu (String quartets) đầu tiên của mình. Các tác phẩm thính phòng của ông cho phép ông thử nghiệm và thể hiện những ý tưởng mà khó chấp nhận được trong các tác phẩm giao hưởng công cộng của ông. Vào tháng 9 năm 1937, ông bắt đầu dạy về sáng tác tại Nhạc viện Leningrad, ổn định kha khá tài chính nhưng cũng ảnh hưởng vào công việc sáng tạo của chính mình. 

### Thế chiến thứ II
Vào năm 1939, trước khi lực lượng Liên Xô tìm cách xâm chiếm Phần Lan, Bí thư Đảng Cộng sản Leningrad Andrei Zhdanov đã ủy thác một khúc ca kỉ niệm của Shostakovich với tựa đề "Tổ khúc trên nền nhạc Phần Lan" (Suite on Finnish Themes) và sẽ được biểu diễn như hành khúc của Hồng quân khi diễu hành qua thủ đô Helsinki của Phần Lan. Chiến tranh mùa đông là một kinh nghiệm cay đắng cho Hồng quân, cuộc diễu hành đã không bao giờ xảy ra, và Shostakovich sẽ không bao giờ tuyên bố tác quyền của tác phẩm này. Nó không được biểu diễn cho đến tần năm 2001. Sau sự bùng nổ chiến tranh giữa Liên Xô và Đức vào năm 1941, Shostakovich ban đầu vẫn ở Leningrad. Ông đã cố gắng nhập ngũ nhưng lại bị đánh trượt vì thị lực kém của mình. Để gỡ gạc lại, ông trở thành tình nguyện viên của đội lính cứu hỏa Leningrad và phát một chương trình phát thanh cho người dân Xô viết (nghe ở đây). Bức ảnh mà ông được chụp đã được xuất bản trên báo chí trong cả nước.
Đóng góp lớn nhất và nổi tiếng nhất của ông trong thời chiến là "Bản giao hưởng số VII" (Seventh Symphony). Nhà soạn nhạc đã viết ba chương đầu tiên ở Leningrad và hoàn thành tác phẩm tại Kuibyshev (nay là Samara), nơi ông và gia đình ông đã được di tản. Vẫn chưa rõ liệu Shostakovich có thực sự đã hình thành ý tưởng về bản giao hưởng trong trận phong tỏa Leningrad hay không, bản nhạc được chính thức tuyên bố như một sự đại diện cho những người dũng cảm trong trận tử chiến của Leningrad đối với quân xâm lược Đức và là một tác phẩm nghệ thuật yêu nước vào thời điểm tinh thần cần được thúc đẩy. Bản giao hưởng lần đầu tiên được trình diễn bởi dàn nhạc Nhà hát Bolshoi ở Kuibyshev và sớm được biểu diễn ở Luân Đôn và Hoa Kỳ. Màn biểu diễn hấp dẫn nhất là buổi diễn ra mắt Leningrad của Radio Orchestra khi thành phố bị bao vây. Dàn nhạc chỉ còn lại 14 nghệ sĩ, do đó, Karl Eliasberg đã phải tuyển dụng bất cứ ai có thể chơi nhạc cụ để biểu diễn bản giao hưởng. Gia đình ông chuyển đến Moscow vào mùa xuân năm 1943. Vào thời điểm buổi ra mắt "Bản giao hưởng số VIII" (Eighth Symphony), sự chú ý đã đổ dồn sang Hồng quân. Vì vậy, công chúng, và quan trọng nhất là chính quyền, muốn một khúc khải hoàn khác của nhà soạn nhạc. Thay vào đó, họ đã có Eighth Symphony, có lẽ là tác phẩm cuối cùng thể hiện sự ảm đạm và dữ dội trong đầu của Shostakovich. Để duy trì hình ảnh của Shostakovich (cầu nối quan trọng của người dân Liên Xô và phương Tây), chính phủ đã gán tên "Stalingrad" cho giao hưởng, cho thấy sự tang tóc của các tử sĩ trong trận Tử chiến Stalingrad. Tuy nhiên, bản giao hưởng đã không thoát khỏi những lời chỉ trích. Nhà soạn nhạc viết trong hồi kí rằng: "Khi bản Eighth Symphony được trình diễn, nó bị tuyên bố công khai là phản cách mạng và chống Xô-viết. Họ nói rằng:" Tại sao Shostakovich viết một bản giao hưởng lạc quan vào đầu cuộc chiến mà bây giờ lại là bi kịch? Lúc đầu chúng tôi rút lui và bây giờ chúng tôi đang tiến công, tiêu diệt lũ Phát xít. Thế mà Shostakovich lại có hành động "bi thảm", hẳn là ông ta đang ở bên phe Phát-xít ". Tác phẩm không bị cấm chính thức nhưng cũng không ai đả động đến nó cho đến tận năm 1956.
Trái lại, Bản giao hưởng số IX (Ninth Symphony) (1988) có giọng điệu tuơi sáng hơn. Ông Gavriil Popov viết rằng "thật là tuyệt vời trong đó chứa sự vui vẻ, tươi tắn, lộng lẫy, và cả sự sắc sảo!" . Tuy nhiên, vào năm 1946, nó cũng là chủ đề của những lời chỉ trích. Israel Nestyev đã hỏi liệu đây có phải là thời điểm thích hợp cho "quãng giải lao tươi sáng và vui vẻ giữa những sáng tác quan trọng của Shostakovich, một sự gác lại tạm thời các vấn đề nghiêm túc cho những thứ rẻ tiền, đẹp mã."  Điện báo Thế giới New York vào ngày 27 tháng 7 năm 1946 bình phẩm tương tự như vậy:" Nhà soạn nhạc người Nga không nên bày tỏ thái độ trẻ con như vậy với chiến thắng Phát-xít". Shosakovich tiếp tục sáng tác nhạc thính phòng, đáng chú ý là bộ Tam tấu Piano thứ hai của ông (Second Piano Trio) (Op. 67), dành để tưởng nhớ Sollertinsky.

### Lần chỉ trích thứ hai

"Từ trái qua phải" Left to Right. Ảnh chụp Sergei Prokofiev, Dmitri Shostakovich và Aram Khachaturian

Năm 1948, Shostakovich, cùng với nhiều nhà soạn nhạc khác, lại bị lên án vì chủ nghĩa hình thức trong sắc lệnh của ông Zhdanov. Andrei Zhdanov, Chủ tịch của Hội đồng Liên bang Xô-viết tối cao, đã buộc tội Shostakovich và các nhà soạn nhạc khác (như Sergei Prokofiev và Aram Khachaturian) viết nhạc không chính xác và câu nệ hình thức. Đây là một phần của một chiến dịch chống-hình-thức đang diễn ra nhằm loại bỏ tất cả ảnh hưởng của thành phần phương Tây cũng như bất kỳ sản phẩm đầu ra "phi Nga" nào. Trong vở opera của V. Muradeli, "Tình bạn vĩ đại" The Great Friendship, được nhắm tới cho tất cả các nhà soạn nhạc Liên Xô và yêu cầu họ chỉ viết nhạc "vô sản", hay âm nhạc cho quần chúng. Các nhà soạn nhạc bị cáo buộc, bao gồm cả Shostakovich, được triệu hồi để xin lỗi công khai trước Hội đồng. Hầu hết các tác phẩm của Shostakovich đều bị cấm, và gia đình ông bị thu hồi đặc quyền. Yuri Lyubimov nói rằng vào lúc này: ông đã ngủ một mình ngoài đường và "đợi bị bắt vào ban đêm bằng một cú tóm gáy lên, ít nhất gia đình của ông sẽ không bị quấy rầy" 
Hậu quả của nghị quyết cho nhà soạn nhạc là khắc nghiệt. Shostakovich là một trong số những người đã được miễn nhiệm ở Nhạc viện hoàn toàn. Đối với Shostakovich, việc mất kinh tế có lẽ là cú sốc lớn nhất. Những người khác vẫn còn trong Nhạc viện có trải nghiệm một bầu không khí dày đặc nghi ngờ. Không ai muốn tác phẩm của Shostakovich được hiểu là theo chủ nghĩa hình thức, nên rất nhiều người đã đành phải cáo buộc đồng nghiệp viết hay thực hiện âm nhạc phản-vô-sản.
Trong vài năm sau, Shostakovich đã sáng tác được ba loại tác phẩm: nhạc phim để trả tiền thuê, các tác phẩm chính thức nhằm khôi phục thanh danh, và các sáng tác thực sự "để ở ngăn bàn". Loại thứ hai bao gồm "Violin Concerto số I"(Violin Concerto No. 1) và điệp khúc bài "Từ thơ ca dân gian Do Thái" (From Jewish Folk Poetry). Điệp khúc được viết vào thời điểm chiến dịch chống Do Thái hậu chiến tranh đang được tiến hành, với sự bắt bớ rộng rãi, bao gồm cả sự bắt bớ của I. Dobrushin và Yiditsky, các người biên soạn của cuốn sách mà từ đó Shostakovich lấy các bản văn.

Những hạn chế về âm nhạc và cuộc sống mưu sinh của Shostakovich được nới lỏng vào năm 1949, khi Stalin quyết định rằng Liên Xô cần gửi các đại diện nghệ thuật đến "Đại hội Văn hoá và Khoa học về Hòa bình Thế giới" ở thành phố New York, và Shostakovich nên là một trong số đó. Đối với Shostakovich, đó là một trải nghiệm nhục nhã lên tới đỉnh điểm trong một cuộc họp báo tại New York, khi ông được trông chờ đọc một bài phát biểu chuẩn bị sẵn. Nicolas Nabokov, người có mặt trong khán giả, chứng kiến Shostakovich bắt đầu đọc "bằng một giọng run rẩy và lo lắng" trước khi ông phải ngắt quãng "và bài diễn văn tiếp tục bằng tiếng Anh bằng một giọng giống như radio, trầm, và ngọt ngào"  Nhận thức rõ rằng Shostakovich đang không nói những chính kiến của mình, Nabokov đã công khai hỏi nhà soạn nhạc liệu ông có ủng hộ những cáo buộc gần đây của âm nhạc Igor Stravinsky ở Liên bang Xô viết hay không. Shostakovich, một người ngưỡng mộ vĩ đại của Stravinsky và đã bị ảnh hưởng bởi âm nhạc của ông, không còn cách nào khác ngoài việc trả lời khẳng định. Nabokov đã không ngần ngại công bố rằng điều này chứng tỏ rằng Shostakovich "không phải là người tự do, mà là một công cụ vâng lời của chính phủ". Shostakovich không bao giờ tha thứ Nabokov vì sự sỉ nhục trước công chúng. Cùng năm đó, Shostakovich đã buộc phải soạn nhạc Cantata Khúc nhạc rừng (Song of the Forests), ca ngợi Stalin là "người làm vườn tuyệt vời". Năm 1951 nhà soạn nhạc được làm phó của Hội đồng Liên bang Xô-viết tối cao.

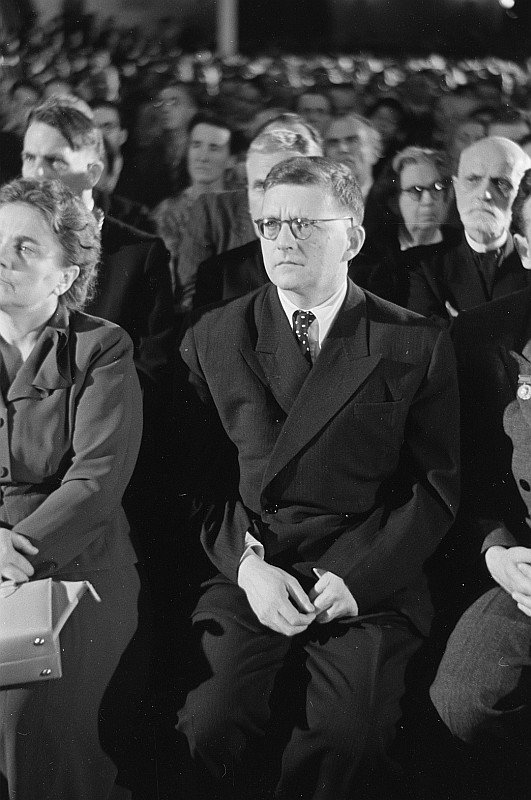
Shostakovich năm 1950

Cái chết của Stalin vào năm 1953 là bước tiến lớn nhất đối với việc khôi phục Shostakovich như là một nghệ sĩ sáng tạo, được đánh dấu bởi "Bản giao hưởng số X" (Tenth Symphony) của ông. Nó thể hiện khá nhiều khuôn mẫu và ám hiệu âm nhạc (Điển hình là motif DSCH và motif Elmira, Elmira Nazirova là một nghệ sĩ dương cầm và nhà soạn nhạc đã theo học Shostakovich trong năm trước khi được miễn nhiệm khỏi Nhạc viện Moscow) , ý nghĩa của nó là vẫn còn tranh cãi, trong chương thứ hai đầy dữ dội, theo "Chứng ngôn", được coi là một chân dung vẽ bằng âm nhạc của Stalin. Fifth Symphony và Seventh Symphony là hai trong những tác phẩm phổ biến nhất của ông. Năm 1953 cũng chứng kiến một loạt các buổi công diễn đầu tiên của tác phẩm "để ở ngăn bàn".
Trong những năm 40 và 50, Shostakovich có quan hệ gần gũi với hai học trò của mình: Galina Ustvolskaya và Elmira Nazirova. Cuộc hôn nhân đầu tiên của Shostakovich với Nina Varzar cho đến khi qua đời năm 1954, vẫn làm nền trong thời gian đó. Ông đã dạy cho Ustvolskaya từ năm 1937 đến 1947. Bản chất của mối quan hệ của họ không rõ ràng: Mstislav Rostropovich mô tả nó là "mềm mại". Ustvolskaya từ chối đề nghị kết hôn sau khi Nina qua đời . Con gái của Shostakovich, Galina, nhớ lại cha cô đã hỏi cô và Maxim về khả năng Ustvolskaya trở thành mẹ kế. Người bạn của Ustvolskaya, Viktor Suslin, nói rằng cô đã "thất vọng sâu sắc" với Shostakovich vào thời điểm tốt nghiệp năm 1947. Mối quan hệ với Nazirova dường như là đơn phương, thể hiện qua thư của Shostakovich và có thể là ngày khoảng năm 1953 đến năm 1956. Ông đã kết hôn với người vợ thứ hai, nhà hoạt động của Komsomol, Margaretka Kainova, năm 1956; cặp đôi này tỏ ra không hợp nhau, và ly dị ba năm sau đó.
Năm 1954, Shostakovich viết "Khúc dạo đầu Lễ hội" (Festive Overture), opus 96, được sử dụng làm nhạc chủ đề cho Thế vận hội Mùa Hè 1980 và Lễ trao giải Nobel 2009. Ngoài ra, "Nhạc nền bộ phim Pirogov, Opus 76a: Phần kết (Finale)" đã được trình chiếu khi ngọn đuốc được thắp sáng tại Thế vận hội mùa hè năm 2004 ở Athens, Hy Lạp.
Năm 1959, Shostakovich xuất hiện trên sân khấu tại Moscow khi kết thúc chương trình hoà nhạc Fifth Symphony, chúc mừng Leonard Bernstein và Dàn nhạc giao hưởng New York cho buổi biểu diễn của họ (một phần trong chuyến lưu diễn Liên Xô). Cuối năm đó, Bernstein và Dàn nhạc giao hưởng New York đã thu âm bản giao hưởng tại Boston cho hãng Columbia Records.

### Gia nhập Đảng

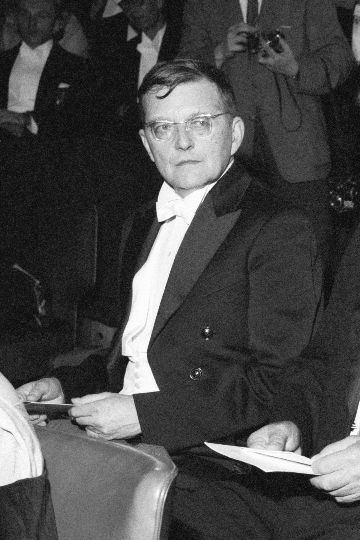
Shostakovich năm 1958, ảnh chụp trong một chuyến tham quan Phần Lan

Năm 1960 đánh dấu một bước ngoặt nữa trong cuộc đời của Shostakovich: ông gia nhập Đảng Cộng sản. Chính phủ muốn bổ nhiệm ông làm Tổng Thư ký Hiệp hội các nhà soạn nhạc, nhưng để giữ vị trí đó, ông phải thành một Đảng viên. Điều này được ngầm hiểu rằng Nikita Khrushchev, Bí thư Thứ nhất của Đảng Cộng sản từ năm 1958 đến năm 1964, đang tìm kiếm sự hỗ trợ từ hàng ngũ đầu ngành của giới trí thức trong nỗ lực tạo ra mối quan hệ tốt đẹp hơn với các nghệ sỹ Liên Xô. Việc ông gia nhập Đảng đã được diễn giải theo nhiều cách khác nhau như một sự ép buộc, một dấu hiệu của sự hèn nhát, kết quả của áp lực chính trị, hoặc là quyết định tự nguyện của chính ông. Một mặt, cơ quan này chắc chắn là ít đàn áp hơn trước khi Stalin qua đời. Mặt khác, con trai ông nhớ lại rằng sự kiện đã làm suy sụp Shostakovich đến bật khóc, và sau đó ông nói với vợ Irina rằng ông đã bị gửi tối hậu thư . Lev Lebedinsky đã nói rằng nhà soạn nhạc đã muốn tự tử. Một khi ông gia nhập Đảng, một số bài báo tố cáo cá nhân trong âm nhạc đã được xuất bản trong Pravda dưới tên của ông, mặc dù ông đã không thực sự viết cho họ. Ngoài ra, khi tham gia vào Đảng, Shostakovich cũng đã cam kết để viết bài tôn vinh Lenin mà ông đã hứa trước đó. "Bản giao hưởng thứ XII" (Twelfth Symphony) của ông, miêu tả cuộc Cách mạng Bolshevik và được hoàn thành vào năm 1961, được dành cho Vladimir Lenin và được đặt tên là là "Năm 1917". Khoảng thời gian này, sức khoẻ của ông cũng bắt đầu xấu đi.
Sáng tác âm nhạc của Shostakovich đối với những cuộc khủng hoảng cá nhân này là "Tứ tấu thứ VIII" (Eighth String Quartet), sáng tác chỉ trong ba ngày. Ông có tiêu đề là "Dành cho nạn nhân của chủ nghĩa phát xít và chiến tranh" , có lễ liên tưởng đến về vụ đánh bom Dresden vào năm 1945. Tuy nhiên, giống như Bản giao hưởng số X, bộ tứ tấu này kết hợp trích dẫn từ một số tác phẩm trong quá khứ của ông và ám hiệu âm nhạc: Ông cũng thú nhận với Isaak Glikman, bạn của ông: "Tôi bắt đầu nghĩ rằng nếu một ngày nào đó tôi chết, chắc sẽ không ai viết một tác phẩm để nhớ đến tôi, vì vậy tôi tự viết nên nó thì hơn". Một số đồng nghiệp của Shostakovich, bao gồm cả Natalya Vovsi-Mikhoels và cellist Valentin Berlinsky , cũng đã hiểu được phần tiểu sử được lồng vào bản Tứ tấu. Peter J. Rabinowitz cũng đã chỉ ra để sự ám chỉ ngầm đến bản Metamorphosen (tạm dịch: Biến ảo) của Richard Strauss trong Tứ tấu số VIII.
Năm 1962 ông kết hôn lần thứ ba, với Irina Supinskaya. Trong một bức thư gửi cho Glikman, ông viết "khiếm khuyết duy nhất của cô là 27 tuổi, trong tất cả các khía cạnh khác, cô là một người tuyệt vời: thông minh, vui vẻ, thẳng thắn và rất dễ thương."  Theo Galina Vishnevskaya, người quen biết "quý bà Shostakovich" thì cuộc hôn nhân này là một điều rất đáng mừng: "Chính là cô ấy khiến Dmitri Dmitriyevich cuối cùng đã biết đến một mái ấm hạnh phúc... Chắc chắn, cô đã nối dài cuộc sống của ông thêm vài năm nữa". Tháng 11, ông đã thân hành duy nhất, chỉ huy một vài tác phẩm của ông ở Gorky, còn lại thì ông từ chối thực hiện, viện đến những vấn đề thần kinh và sức khoẻ yếu.
Năm 1965, Shostakovich lên tiếng bảo vệ nhà thơ Joseph Brodsky, người đã bị kết án 5 năm lưu vong và lao động khổ sai. Shostakovich đồng ký các đơn biểu tình cùng với Yevtushenko và các nghệ sĩ Liên Xô Kornei Chukovsky, Anna Akhmatova, Samuil Marshak, và triết gia Pháp Jean-Paul Sartre. Sau những cuộc phản đối, bản án đã được hoãn lại, và Brodsky trở lại Leningrad.

### Những năm cuối đời

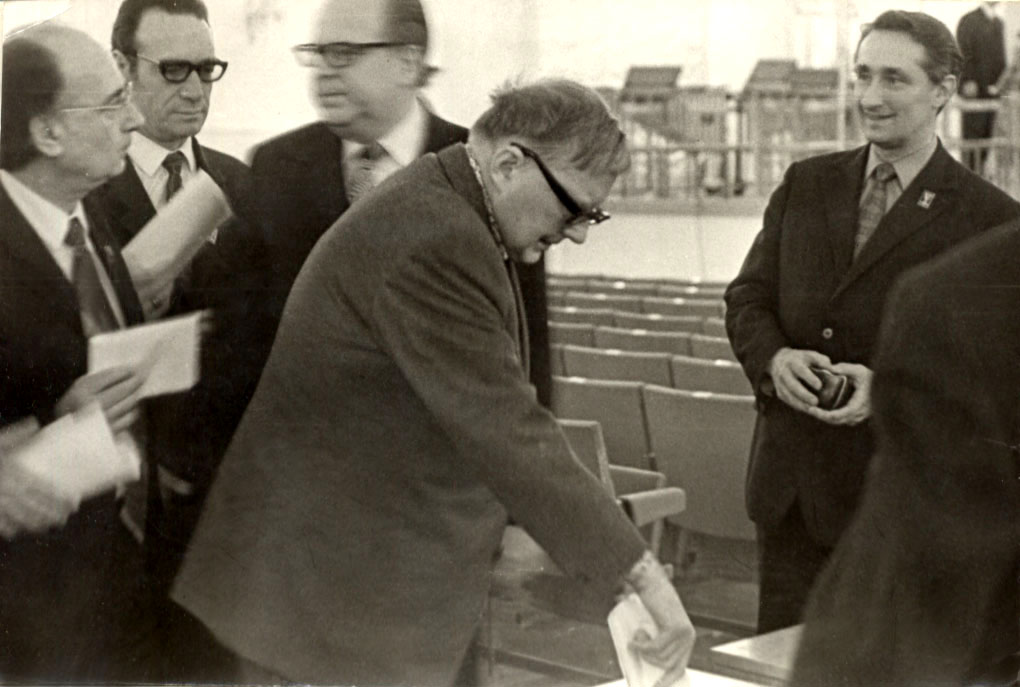
Shostakovich thả phiếu bầu năm 1974 trong Hiệp hội các nhà soạn nhạc

Năm 1964, Shostakovich viết nhạc cho bộ phim Hamlet của Nga, được The New York Times đánh giá rất tốt: "Nhưng sự thiếu nhấn mạnh này - những từ hùng vĩ của Shakespeare - được bù đắp bằng một thiên âm nhạc tuyệt vời và sôi nổi bởi Dmitri Shostakovich, có vẻ đường hoàng và chiều sâu tuyệt vời, và đôi khi là một sự hoang dã thích hợp hoặc trở nên lơi lả hơn" 
Khoảng cuối đời, Shostakovich bị bệnh mãn tính, nhưng ông không chịu bỏ thuốc lá và vodka. Bắt đầu từ năm 1958, ông bị suy nhược cơ thể, đặc biệt ảnh hưởng đến tay phải của ông, cuối cùng buộc ông phải từ bỏ chơi piano; vào năm 1965, nó được chẩn đoán là bệnh bại liệt. Ông cũng bị đau tim vào năm sau và sau đó vào năm 1971, và một vài lần ngã đã làm ông đã gãy cả hai chân; năm 1967 ông viết trong một bức thư: "Mục tiêu đạt được cho đến nay: 75% (chân phải gãy, chân trái gãy, tay phải khiếm khuyết) Tất cả những gì tôi cần làm là phá hủy bàn tay trái và thế là tứ chi tôi sẽ hỏng 100%" 
Sự lo lắng với cái chết của ông đã thấm nhập các tác phẩm sau này của Shostakovich, trong số đó là các "Tứ tấu" sau này và "Bản giao hưởng thứ XIV" (Fourteenth Symphony) năm 1969 (một điệp khúc dựa trên một số bài thơ về chủ đề cái chết). Tác phẩm này cũng cho thấy mức độ cực đoan nhất của Shostakovich với ngôn ngữ âm nhạc khi ông sử dụng mười hai tông chủ đề và đa âm dày đặc được sử dụng trải dài tác phẩm. Shostakovich dành bản nhạc này cho người bạn thân Benjamin Britten, người từng chỉ huy buổi ra mắt phương Tây tại Liên hoan Aldeburgh năm 1970. "Bản nhạc giao hưởng thứ XV" (Fifteenth Symphony) năm 1971, trái ngược với Fourteenth Symphony, lại là giai điệu du dương và dòng hồi tưởng tự nhiên, trích dẫn Wagner, Rossini và Fourth Symphony của chính ông.
Shostakovich qua đời vì bệnh ung thư phổi ngày 9 tháng 8 năm 1975. Một đám tang dân sự được chôn tại Nghĩa trang Novodevichy, Moscow. Ngay cả trước khi mất ông đã được kỷ niệm với việc đặt tên bán đảo Shostakovich trên đảo Alexander, biển Bellingshausen, Nam Cực.
Ông đã sống nhờ vợ thứ ba, Irina; con gái ông, Galina; và con trai ông, Maxim, một nghệ sĩ dương cầm và nhạc trưởng, một người tận tụy và đôi khi trình diễn ra mắt các tác phẩm của cha. Bản thân Shostakovich cũng để lại vài bản thu âm cho các tác phẩm piano của chính mình, trong khi các nhà cảm thụ khác trong âm nhạc của ông bao gồm Emil Gilels, Mstislav Rostropovich, Tatiana Nikolayeva, Maria Yudina, David Oistrakh, và các thành viên của Tứ tấu Beethoven.

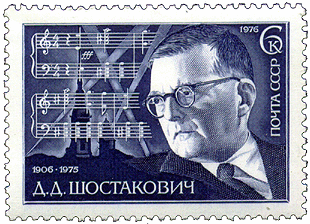
Tem phát hành năm 1976 sau ngày mất của nhạc sĩ. Đằng sau là một phần của Bản Giao hưởng số VII, cùng với hai kiến trúc của Leningrad

Tác phẩm cuối cùng của ông là Viola Sonata của ông, lần đầu tiên được trình diễn vào ngày 28 tháng 12 năm 1975, bốn tháng sau khi ông qua đời.
Ảnh hưởng âm nhạc của Shostakovich đối với các nhà soạn nhạc sau này bên ngoài Liên Xô là tương đối yếu, mặc dù Alfred Schnittke đã lấy phong cách chiết trung và tương phản giữa động và tĩnh của ông và một số bản nhạc của André Previn cho thấy mỗi liên kết rõ ràng với phong cách tổ chức giao hưởng của Shostakovich. Ảnh hưởng của ông cũng có thể thấy ở một số nhà soạn nhạc người Bắc Âu, như Lars-Erik Larsson . Nhiều người đương thời ở Liên bang, và các học sinh của ông tại Nhạc viện Leningrad cũng bị ảnh hưởng mạnh mẽ bởi phong cách của ông (bao gồm German Okunev, Boris Tishchenko, "Bản giao hưởng thứ V" (5th Symphony) của ông năm 1978 được dành để tưởng niệm của Shostakovich. Một vài người khác có thể kể đến như Sergei Slonimsky cũng chịu ảnh hưởng từ ông). Trường phái bảo thủ của Shostakovich cũng trở nên phổ biến với khán giả cả trong và ngoài nước Nga, dù giới cách tân đã từ chối ảnh hưởng của ông. Những cuộc tranh luận về quan điểm chính trị của ông cũng nở ra mạnh mẽ.

## Phong cách âm nhạc

### Tổng quan
Các tác phẩm của Shostakovich có nhiều màu sắc và theo truyền thống Lãng mạn, nhưng lại không có dấu hóa chủ đạo và có phong cách âm nhạc nửa quãng (chromaticism). Trong một số tác phẩm sau này của ông (ví dụ: Tứ tấu số XII), ông đã sử dụng hàng âm.Tác phẩm của ông bị chủ yếu là luân phiên các bản giao hưởng và tứ tấu đàn dây, tổng cộng 15 tác phẩm. Các bản giao hưởng được sáng tác phân bố khá đồng đều trong suốt sự nghiệp của ông, trong khi các tứ tấu lại tập trung vào phần sau cuộc đời. Trong số đó, phổ biến nhất là Fifth Symphony và Seventh Symphony cùng với Eighth Quartet và Fifteenth Quartets. Các tác phẩm khác bao gồm các vở opera Lady Macbeth of Mtsensk, The Nose và vở "Con bạc" The Gamblers ( dựa trên truyện cười của Nikolai Gogol) còn chưa hoàn thành; sáu bản concerto (hai bản cho piano, violin và cello); hai bộ ba đàn piano; và không thể không nhắc đến một lượng lớn nhạc phim.

Thang âm nhạc nửa quãng trên Đô

Nhạc của Shostakovich cho thấy ảnh hưởng của nhiều nhà soạn nhạc mà ông ngưỡng mộ: Bach trong những tẩu pháp và các bài vũ điệu paxaca của ông; Beethoven trong những tứ tấu sau này; Mahler trong các bản nhạc giao hưởng và Berg trong việc sử dụng các ám hiệu âm nhạc và trích dẫn. Trong số các nhà soạn nhạc Nga, ông đặc biệt ngưỡng mộ Modest Mussorgsky, với những vở opera Boris Godunov và Khovanshchina mà ông đã soạn lại phần giao hưởng; Ảnh hưởng của Mussorgsky là nổi bật nhất trong cảnh Mùa đông của Lady Macbeth và Eleventh Symphony, cũng như trong các tác phẩm châm biếm của ông như "Rayok" . Ảnh hưởng của Prokofiev rõ ràng nhất trong các tác phẩm piano trước, chẳng hạn như bản Sonata đầu tiên và bản Concerto đầu tiên. Ảnh hưởng của giáo hội Nga và âm nhạc dân gian là rất rõ ràng trong các tác phẩm của ông cho dàn hợp xướng không có nhạc đệm của những năm 1950.
Mối quan hệ của Shostakovich với Stravinsky có nhiều mâu thuẫn sâu sắc; như ông đã viết cho Glikman, "Stravinsky nhà soạn nhạc mà tôi tôn thờ, Stravinsky nhà tư tưởng tôi coi thường" . Ông đặc biệt say mê "Bản giao hưởng Thánh thi"Symphony of Psalms", dành tặng một bản sao soạn cho piano cho Stravinsky sau khi thăm Liên Xô vào năm 1962. (Tuy nhiên, cuộc gặp mặt của hai nhà soạn nhạc không thành công lắm, những nhân chứng nói về nỗi lo lắng cực đoan của Shostakovich và sự "tàn nhẫn" của Stravinsky.) 
Nhiều nhà bình luận đã lưu ý sự tách rời giữa các tác phẩm thử nghiệm trước lần chỉ trích năm 1936 và những tác phẩm thận trọng hơn; nhà soạn nhạc từng nói với Flora Litvinova, "không có 'đường lối của Đảng'... Tôi sẽ thể hiện sự sáng tạo hơn, sử dụng nhiều châm biếm hơn, tôi có thể tiết lộ ý tưởng của tôi một cách công khai thay vì phải dùng đến ngụy trang." Các bài báo của Shostakovich in Năm 1934 và 1935 đã trích dẫn Berg, Schoenberg, Krenek, Hindemith, "và đặc biệt là Stravinsky" trong số những ảnh hưởng của ông . Các tác phẩm chính của thời kỳ trước đó là First Symphony, kết hợp tính học thuật của Nhạc viện với những khuynh hướng tiến bộ; The Nose ("tác phẩm ít thỏa hiệp và hiện đại nhất trong tất cả các tác phẩm sân khấu của ông" ); Lady Macbeth, dẫn đến việc tố cáo; và Fourth Symphony, được mô tả trong "Từ điển Grove" là "sự tổng hợp khổng lồ sự phát triển âm nhạc của Shostakovich cho đến nay"  Fourth Symphony cũng là lần đầu tiên trong đó ảnh hưởng của Mahler bắt đầu đến, vẽ nên các tuyến đường Shostakovich cần thực hiện để phục hồi thanh danh của mình, trong khi ông tự thừa nhận hai tác phẩm vừa nêu trên là ít thành công nhất của mình.
Trong những năm sau năm 1936, các tác phẩm giao hưởng của Shostakovich vượt lên trên bảo thủ về âm nhạc, bất kể nội dung chính trị nào. Trong thời gian này, ông quay sang các tác phẩm thính phòng, một lĩnh vực cho phép nhà soạn nhạc khám phá các ý tưởng khác nhau và thường xuyên là đen tối hơn mà không thu sự phê bình bên ngoài . Trong khi tác phẩm thính phòng của ông chủ yếu là tông điệu, nó đã cho Shostakovich một lối thoát cho sự phản ánh ảm đạm không được hoan nghênh trong các tác phẩm công cộng của ông. Điều này rõ ràng nhất trong các tác phẩm thính phòng lúc sau này, được mô tả trong "Từ điển Grove" như là một "thế giới của Luyện ngục buốt giá"; ở một số trong số đó ông bao gồm việc sử dụng các hàng âm, mặc dù ông sử dụng chúng là những giai điệu chủ đề hơn là tuần tự âm. Các tác phẩm ca khúc của ông cũng là một đặc điểm nổi bật trong những sáng tác cuối của ông, lời hát thường liên quan đến tình yêu, cái chết và nghệ thuật.

### Tông nền Do Thái
Ngay cả trước những chiến dịch chống Do thái của Stalin vào cuối những năm 1940 và đầu những năm 1950, Shostakovich vẫn tỏ ra quan tâm đến các chủ đề Do Thái. Ông bị hấp dẫn bởi "khả năng xây dựng giai điệu vui vẻ trên những bài tụng buồn" của nhạc Do Thái. Ví dụ về các tác phẩm bao gồm các chủ đề của người Do Thái là "Tứ tấu số IV" Fourth String Quartet (1949), "Concerto Violin đầu tiên" First Violin Concerto (1948), và "Tứ độc thoại trên thơ Pushkin" (Four Monologues on Pushkin Poems) (1952), cũng như "Tam tấu cung Mi thứ" Piano Trio in E minor (1944). Ông đã được thêm cảm hứng để viết với chủ đề của người Do Thái khi ông xem xét luận án của Moisei Beregovski về chủ đề âm nhạc dân gian của người Do Thái năm 1946.
Năm 1948, Shostakovich mua lại một quyển sách dân ca Do Thái, và từ đó ông sáng tác nhạc điệp khúc "Từ thơ ca dân gian Do Thái" (From Jewish Folk Poetry). Ông ban đầu đã viết tám bài hát có nghĩa là để đại diện cho những khó khăn của người Do Thái ở Liên Xô. Tuy nhiên để che giấu điều này, Shostakovich đã kết thúc thêm 3 bài hát nữa để chứng minh cuộc sống tuyệt vời mà người Do Thái dưới thời chế độ Xô viết. Mặc dù nỗ lực của ông để giấu ý nghĩa thực sự của tác phẩm, "Hiệp hội các nhà soạn nhạc" đã từ chối phê duyệt âm nhạc của ông vào năm 1949 dưới áp lực của chủ nghĩa chống Do Thái đang lan trên Chính thể Liên Xô. From Jewish Folk Poetry không thể được biểu diễn cho đến sau cái chết của Stalin vào tháng 3 năm 1953, cùng với tất cả những tác phẩm khác bị cấm đoán.

### Các bản thảo sau khi qua đời
Năm 2004, nhà âm nhạc học Olga Digonskaya đã phát hiện ra một kho các bản thảo của Shostakovich tại Bảo tàng Văn hóa Âm nhạc Trung ương Glinka ở Moscow. Trong ngăn cất bìa các tông là "300 bản phác hoạ âm nhạc, các tác phẩm và bản nhạc" của Shostakovich. "Một người bạn của nhà soạn nhạc đã đút lót người giúp việc của Shostakovich để thường xuyên giao nội dung [đáng nhẽ sẽ vào] thùng rác văn phòng của Shostakovich cho anh ta, thay vì đưa nó vào thùng rác... Vài trong số những thứ bản lại đó cuối cùng đã tìm thấy đường vào Glinka. Văn khố Glinka chứa "một số lượng lớn các tác phẩm và tác phẩm hoàn toàn không được biết đến hoặc có thể được truy tìm gián tiếp ", Digonskaya nói.
Trong đó có những bản phác họa piano của Shostakovich và những bản phác họa thanh nhạc cho một đoạn mở đầu cho một vở opera, Orango (1932). Nó đã được dàn dựng bởi nhà soạn nhạc người Anh Gerard McBurney và công trình này đã được công diễn vào tháng 12 năm 2011 bởi Dàn nhạc Giao hưởng Los Angeles. 

### Đánh giá

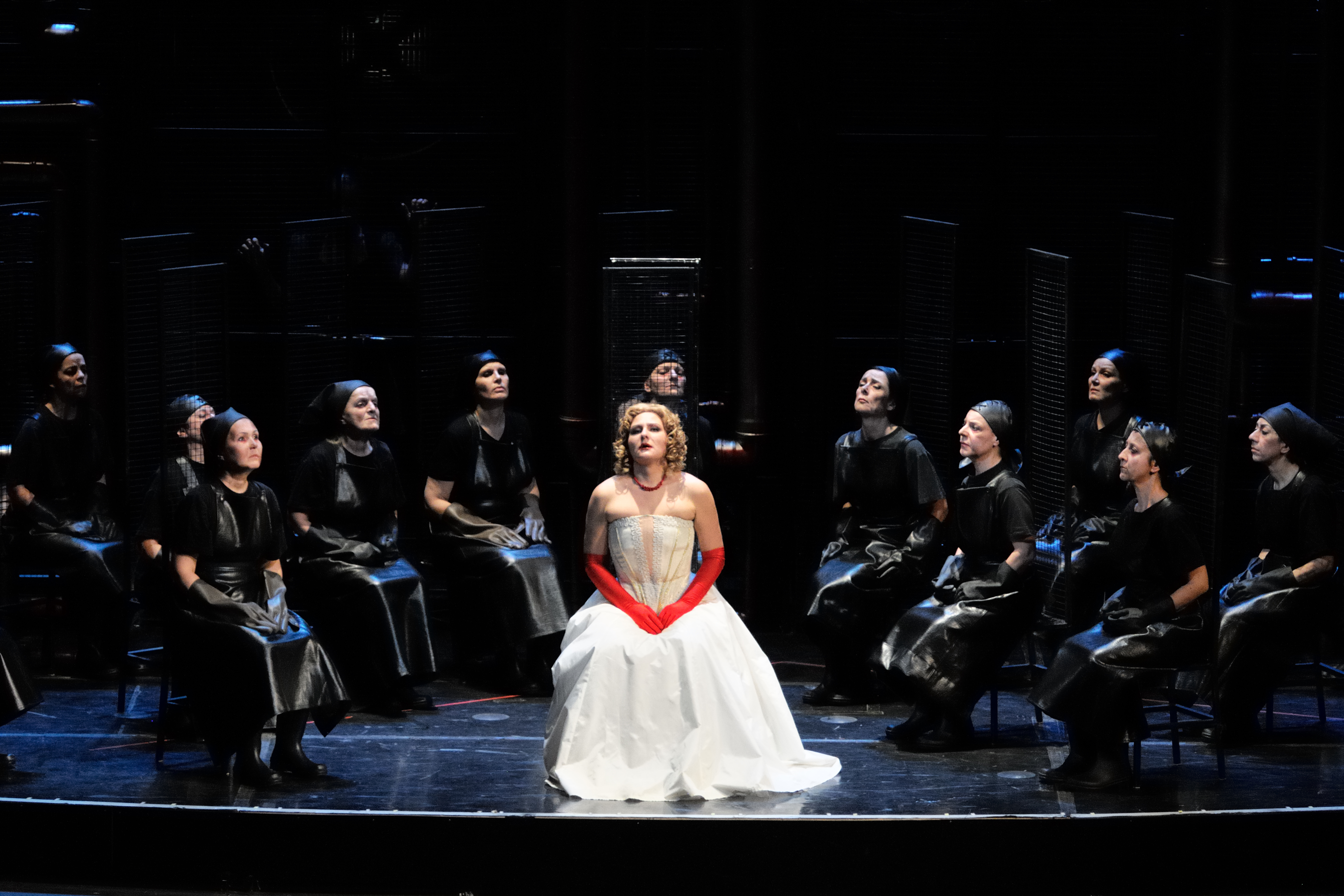
Một cảnh trích từ vở diễn Lady Macbeth năm 2014, Svetlana Sozdateleva đóng vai chính

Theo nhà nghiên cứu Shostakovich, Gerard McBurney, ý kiến chia ra về việc liệu âm nhạc của ông có phải là "có sức mạnh mơ mộng và tính độc đáo, như một số người ủng hộ, hoặc, như những người khác nghĩ, thiếu nguyên bản, vô giá trị, rỗng tuếch và dùng-lại (second-hand)" . William Walton, người Anh đương thời, mô tả ông là "nhà soạn nhạc vĩ đại nhất của thế kỷ 20"  Nhà soạn nhạc David Fanning đã kết luận trong "Từ điển Grove", "Giữa những áp lực mâu thuẫn với yêu cầu chính phủ, sự đau khổ của những bạn đồng hành và lý tưởng cá nhân của ông về chủ nghĩa nhân đạo và công cộng, ông đã thành công trong việc tạo ra một ngôn ngữ âm nhạc thể hiện sức mạnh cảm xúc khổng lồ"
Một số nhà soạn nhạc hiện đại lại rất chỉ trích ông. Pierre Boulez đã gạt bỏ âm nhạc của Shostakovich và coi chỉ như là "lần bóp lại thứ hai, hoặc thậm chí thứ ba của Mahler". Nhà soạn nhạc Rumani và là học trò của Webern, Philip Gershkovich, đã gọi Shostakovich là "một vết toác của cơn cuồng trí". Một phàn nàn liên quan là phong cách của Shostakovich là thô tục và chát tai: Stravinsky đã viết về Lady Macbeth: "tàn nhẫn một cách hoang dã... và đơn điệu"  Nhà soạn nhạc và nhà nghiên cứu âm nhạc người Anh, Robin Holloway mô tả âm nhạc của ông là "thiết hạm xám trong giai điệu và sự hòa âm, nhà máy cơ năng trong cấu trúc, để thỏa mãn tất cả các ẩn dụ và sự cưỡng ép."

Vào những năm 1980, nhà soạn nhạc Esa-Pekka Salonen của Phần Lan đã chỉ trích Shostakovich và từ chối chỉ huy bản nhạc của ông. Ví dụ, ông nói vào năm 1987:
Shostakovich, theo nhiều cách, là một phản lực cực đoan của Stravinsky. [...] Khi tôi nói rằng Seventh Symphony của Shostakovich là một bản nhạc trì trệ và khó chịu, mọi người đã trả lời: "Vâng, vâng, nhưng hãy nghĩ đến hoàn cảnh ra đời của bản giao hưởng đó." Một thái độ như thế không tốt cho bất cứ ai.
Tuy nhiên, Salonen đã thực hiện và thu âm một số tác phẩm của Shostakovich, bao gồm "Concertos số 1" và 2" (1999), "Concerto Violin số 1" (2010), Dẫn nhập cho "Orango" và Symphony No. 4 (2012).
Chắc chắn là đúng là Shostakovich mượn trên quy mô lớn về cả chất liệu lẫn phong cách của cả những nhà soạn nhạc trước đây và nhà soạn nhạc phổ biến; sự thô của âm nhạc "hạ đẳng" là một ảnh hưởng đáng chú ý đối với "sự tuyển chọn lớn nhất" . McBurney lần theo dấu vết này đến tận giới nghệ thuật tiên phong của giai đoạn đầu của Liên Xô, mà Shostakovich chuyển từ sớm trong sự nghiệp của mình, và lập luận rằng những vay mượn này là một kỹ thuật có chủ ý để cho phép ông tạo ra "những cấu trúc tương phản, lặp lại, phóng đại", tạo ra cấu trúc vĩ đại mà âm nhạc của ông yêu cầu.

## Cá tính
Shostakovich là một người đàn ông bị ám ảnh bởi rất nhiều thứ: theo con gái ông, ông "bị ám ảnh bởi sự sạch sẽ" . Ông đồng bộ các đồng hồ trong căn hộ của mình và thường xuyên gửi thiệp cho mình để kiểm tra xem dịch vụ bưu chính hoạt động tốt như thế nào. Elizabeth Wilson viết trong Shostakovich: Một Đời Để Nhớ (1994) liệt kê 26 "tham khảo" về sự lo lắng của ông. Mikhail Druskin nhớ rằng ngay cả khi còn là một thanh niên, nhà soạn nhạc là "mong manh và thần kinh linh hoạt" . Yuri Lyubimov nhận xét, "Thực tế, ông ấy dễ bị tổn thương và dễ tiếp thu hơn người khác hẳn là một dấu hiệu quan trọng cho thấy tố chất thiên tài của ông" . Cuối đời, Krzysztof Meyer nhớ lại, "khuôn mặt của ông giống một cái túi bị vò và nhăn nhó." 
Trong lúc tinh thần thoải mái, thể thao là một trong những thú giải trí chính của ông, mặc dù ông thích dự khán hoặc làm trọng tài hơn là tham gia (ông từng là một trọng tài bóng đá tiêu chuẩn). Câu lạc bộ bóng đá yêu thích của ông là Zenit Leningrad, ông hay xem thường xuyên. Ông cũng rất thích chơi các trò chơi bài, vô cùng kiên nhẫn.

Ông thích các nhà văn châm biếm như Gogol, Chekhov và Mikhail Zoshchenko. Có thể thấy rõ ràng trong các bức thư của ông, khi ông nói lái và bẻ cong những biệt ngữ hành chính khó hiểu của Liên Xô. Zoshchenko thì tự mình nhận thấy những mâu thuẫn trong tính cách của nhà soạn nhạc: 
"Anh ấy... yếu đuối, mỏng manh, xa cách, thẳng thắn đến vô hạn, hồn nhiên... [nhưng anh ấy cũng] cứng, chát, vô cùng thông minh, mạnh mẽ và có lẽ, gia trưởng và nhìn chung không thân thiện lắm (mặc dù khá có thiện chí) " 
Ông bị thiếu tự tin bẩm sinh. Ông Flavius Litvinova đã nói rằng ông "hoàn toàn không có khả năng nói "không" với bất cứ ai." Điều này có nghĩa ông dễ dàng bị thuyết phục để ký các tuyên bố chính thức, bao gồm cả việc tố cáo Andrei Sakharov năm 1973; mặt khác ông sẵn sàng cố gắng giúp các cử tri trong khả năng của mình lúc ông là Chủ tịch Hiệp hội các nhà soạn nhạc và Đại biểu của Liên Xô. Oleg Prokofiev đã bình luận rằng "ông đã cố gắng giúp đỡ rất nhiều người đến mức...người ta ngày càng ít chú ý đến sự giúp đỡ của ông". Khi được hỏi liệu ông có tin ở Chúa, Shostakovich nói "Không, và tôi rất lấy làm tiếc về điều đó ".

## Chính thống và chủ nghĩa xét lại

Shostakovich ký tên trong một số tác phẩm dưới motif DSCH, gồm các nốt D-E♭-C-B.

Phản hồi của Shostakovich đối với những lời chỉ trích chính thức và, điều quan trọng hơn, đó là câu hỏi liệu ông có sử dụng âm nhạc như là vũ khí chống đối bí mật là vấn đề gây tranh cãi. Bề ngoài, ông có vẻ chiều theo với các chính sách và vị trí của chính phủ, đọc các bài phát biểu và ghi tên mình vào các bài viết thể hiện đường lối của nhà nước. Nhưng rõ ràng ông không thích nhiều khía cạnh của chế độ, như được xác nhận bởi gia đình của ông, những bức thư của ông cho Isaak Glikman, và cantata châm biếm "Rayok", tác phẩm mà đã nhạo báng chiến dịch "chống-hình-thức" và được giấu kín cho đến sau khi ông mất. Ông là bạn thân của Nguyên soái Liên bang Xô viết Mikhail Tukhachevsky, thống lĩnh cấp cao bị hành quyết năm 1937 trong vụ Đại Thanh trừng.
Cũng không chắc chắn rằng Shostakovich có thể hiện sự phản đối của mình đối với chính quyền trong âm nhạc của mình. Quan điểm của người theo chủ nghĩa xét lại đã được Solomon Volkov đưa ra trong cuốn sách "Chứng ngôn" Testimony năm 1979, được coi là hồi kí của Shostakovich được Volkov viết. Cuốn sách này cho rằng nhiều tác phẩm của nhà soạn nhạc có chứa những thông điệp chống chính phủ đã được mã hóa, đưa Shostakovich vào truyền thống của các nghệ sỹ Nga lách qua kiểm duyệt, truyền thống này có ít nhất là thời nhà thơ Alexander Pushkin vào đầu thế kỷ 19. Được biết, ông đã tích hợp nhiều trích dẫn và motif trong tác phẩm của mình, đáng chú ý nhất là motif DSCH - chữ ký của ông (Dmitri Schostakowitsch - viết theo tiếng Đức) . Người cộng sự lâu năm của ông, Yevgeny Mravinsky, nói rằng "Shostakovich thường xuyên giải thích ý định của ông bằng những hình ảnh và ý nghĩa rất cụ thể." 
Quan điểm của những người theo chủ nghĩa xét lại sau đó đã được hỗ trợ bởi các con của ông, Maxim và Galina, và nhiều nhạc sĩ Nga. Volkov đã tranh cãi hơn nữa, cả trong "Chứng ngôn", và "Shostakovich và Stalin", rằng Shostakovich đã nhận vai yurodivy hay "kẻ ngu ngơ thần thánh" trong quan hệ với chính phủ. Các nhà xét lại nổi bật khác là Ian MacDonald, tác giả cuốn sách "Tân Shostakovich" (The New Shostakovich) đã đưa ra các cách giải thích xét lại mới về âm nhạc của ông, và Elizabeth Wilson, tác giả cuốn "Shostakovich: Một đời để nhớ" (Shostakovich: A Life Remembered) cung cấp lời khai, dẫn chứng từ nhiều người quen của nhà soạn nhạc.
Các nhạc sĩ và học giả khác bao gồm Laurel Fay  và Richard Taruskin tranh luận tính xác thực và tranh luận về tầm quan trọng của "Chứng ngôn", cho rằng Volkov biên soạn nó từ sự kết hợp của các bài báo "tái chế", tin đồn nhảm, và có thể một số thông tin trực tiếp từ nhà soạn nhạc. Fay đã đưa ra những lời cáo buộc trong bài báo năm 2002 của mình "Xem lại 'Chứng ngôn' của Volkov", chỉ ra rằng chỉ có những trang trong bản thảo của "Chứng ngôn" mà Shostakovich đã ký và xác minh là bản sao chính xác đến từng chữ của các cuộc phỏng vấn trước đó với ông, những trang được ký này chứa thông tin không gây gây tranh cãi. (Ngược lại, Allan B. Ho và Dmitry Feofanov đã chỉ ra rằng ít nhất hai trang có chữ ký chứa tài liệu gây tranh cãi: ví dụ "trên trang đầu của chương 3, nơi mà [Shostakovich] để ý rằng bảng kỷ niệm viết rằng "Trong ngôi nhà này [Vsevolod] Meyerhold đã sống" cũng nên nói rằng "Và trong ngôi nhà này, vợ ông đã bị tàn sát tàn nhẫn") . Maxim Shostakovich, con trai ông, nói rằng cuốn sách của Volkov không phải là hồi ký của cha ông .

## Những bản thu âm để lại

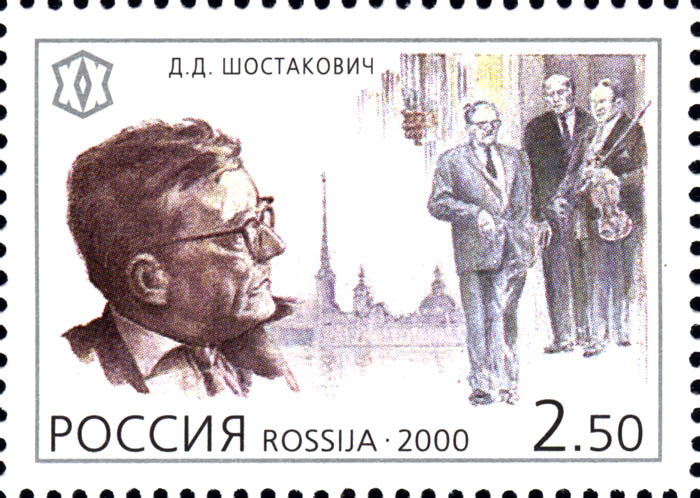
Tem phát hành năm 2000 tưởng nhớ cố nhạc sĩ

Tháng 5 năm 1958, trong chuyến viếng thăm Paris, Shostakovich ghi âm hai bản Concerto piano cùng với André Cluytens, cũng như một số tác phẩm piano ngắn. Những tác phẩm này được phát hành bởi công ty EMI (Electric and Musical Industries) (Công nghiệp điện tử và âm nhạc) trên một LP (đĩa than), phát hành lại bởi Seraphim Records (Hãng ghi âm Thiên thần) trên LP, và cuối cùng được tái bản kỹ thuật số và phát hành trên CD. 
Shostakovich cũng ghi lại hai bản concerto định dạng âm thanh nổi ở Moscow cho Melodiya. Shostakovich cũng chơi piano solo trong các bản ghi âm của Sonata Cello, Op. 40 với nghệ sĩ cello Daniil Shafran cũng như với Mstislav Rostropovich; Sonata Violin, Op. 134, với nghệ sĩ vĩ cầm David Oistrakh; và Trio Piano, Op. 67 với nghệ sĩ violin David Oistrakh và cellist Miloš Sádlo. Ngoài ra còn có một bộ phim âm thanh ngắn của Shostakovich làm nghệ sĩ độc tấu trong một buổi hòa nhạc năm 1930 trình diễn phần kết của bản Concerto piano no. 1 của ông. Một bộ phim màu quay lại Shostakovich giám sát một trong những vở opera của ông, trong những năm gần cuối đời, cũng được thực hiện.
Một thành tựu lớn là EMI đã ghi âm vở opera Lady Macbeth of Mtsensk gốc, chưa qua cắt gọt. Có ít nhất một bản ghi của phiên bản đã được gọt giũa, lấy tên là "Katerina Ismailova" - theo tên của nhân vật chính, rằng Shostakovich đã làm để đáp ứng sự kiểm duyệt của Liên Xô (Khá là dễ hiểu, bản gốc khêu gợi của Lady Macbeth được tờ Nhật báo New York năm 1935 nhận xét là "pornophony"- có lẽ ghép của từ porn (khiêu dâm) và phony (âm nhạc). Nhưng nhạc trưởng Mstislav Rostropovich và vợ ông, soprano Galina Vishnevskaya, lúc này đang ở phương Tây sau khi chật vật xin giấy phép, nhà soạn nhạc đã khẩn cầu họ ghi lại toàn bộ bản nhạc gốc ban đầu. Họ đã ghi âm vào năm 1979, trong bản thu đó, Vishnevskaya vai Katerina, Nicolai Gedda vai Sergei, Dimiter Petkov là Boris Ismailov và một dàn diễn viên xuất sắc dưới sự chỉ huy của Rostropovich.

## Giải thưởng
Suốt cuộc đời của mình, Shostakovich đã gặt hái được rất nhiều thành tựu, giải thưởng cả trong và ngoài Liên Xô.

#### Liên Xô

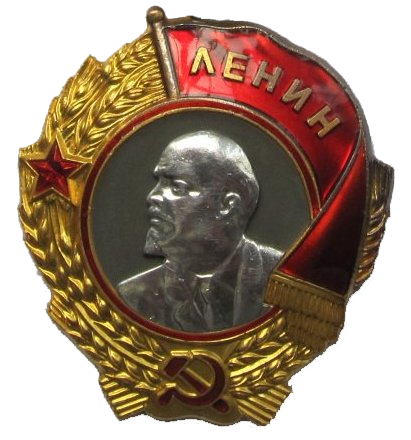
Huân chương Lê-nin

- Anh hùng Lao động Xã hội chủ nghĩa (1966)[115]

- Huân chương Lê-nin (1946, 1956, 1966)[116]
- Huân chương Cách mạng Tháng Mười (1971)[117]
- Huân chương Cờ đỏ Lao động (1940)
- Huân chương Tình Hữu nghị (1972)
- Nghệ sĩ Nhân Dân của Liên Xô (1954)[118]
- Giải thưởng Hòa bình Quốc tế (1954)[119]
- Giải thưởng Lenin (1958 cho Bản giao hưởng số 11 "1905")[120]
- Giải thưởng Stalin về nghệ thuật (1941 – Hạng nhất cho Piano Quintet; 1942 – hạng nhất, cho bản giao hưởng số VII ("Leningrad"); 1946 – hạng nhì cho Piano Trio no. 2; 1950 – hạng nhất, cho nhạc phim "Hội ngộ tại Elbe" Encounter at the Elbe; 1952 – hạng nhì, cho việc phổ nhạc 10 bài thơ)[121]
- Giải thưởng Nhà nước Liên Xô (1968) (1968 – cho bài thơ "Tử hình Stepan Razin" The Execution of Stepan Razin cho dàn bass, hợp xướng và giao hưởng)[122]
- Giải thưởng Nhà nước Liên bang Glinka (1974 – cho "Tứ tấu số XIV" và điệp khúc "Sự trung thực" Fidelity)[123]
- Giải thưởng Quốc gia của Ukraine (1976)

#### Vương quốc Anh
- Huy chương Vàng của Hiệp hội Âm nhạc Hoàng gia

#### Phần Lan
- Giải thưởng Sibelius (1958)[124]

#### Mỹ
- Đề cử giải Oscar (1961) cho nhạc phim Khovanshchina[125]

#### Áo
- Giải thưởng Danh dự cho phụng sự Cộng hòa Áo - Bạc (1967)

#### Đan Mạch
- Giải thưởng Âm nhạc Leónie Sonning (1974)[126]
- Thành viên của Học viện Hoàng gia cho Khoa học, Nghệ thuật và Mỹ thuật Bỉ (1960)[127]